# Иосиф Фельдман (Георгий Фесенко)
Иосиф Фельдман (Георгий Фесенко) (24 августа 1900 —10 марта 1944) — участник Великой Отечественной войны, один из организаторов и лидеров «Братского Союза Военнопленных» (далее — БСВ).

## Биография
Георгий Фесенко (Иосиф Фельдман) — уроженец Житомирской области, Украина, врач по специальности. До войны был начальником отдела в днепропетровском управлении НКВД. Летом 41-го под Уманью попал в плен, но смог бежать.
После побега достал документы на имя украинца Фесенко и как украинец был отправлен на работы в Германию. Владел немецким языком и стал переводчиком в лагере военнопленных на Шванзеештрассе. В силу своей профессии он имел свободу передвижения в лагере. Вскоре он начал организацию подполья вместе с командиром эскадрильи бомбардировщиков советских ВВС майором Карлом Озолиным — попавшим в плен в августе 1941 г.
По инициативе Фельдмана в середине марта 1943 г. был создан подпольный комитет БСВ, в состав которого первоначально входили следующие военнопленные: лейтенант Владимир Моисеев (настоящее имя Борис Гроссман), капитан Михаил Зингер из Сталинграда и несколько русских офицеров.
В 1944 году раскрыт и схвачен немцами. Умер под пытками 10 марта 1944 г.

## Память
С целью увековечения подвига участников движения сопротивления в фашистских концлагерях, лагерях смерти, гетто, тюрьмах, Фонд Александра Печерского создал проект «Непокорённые. Сопротивление в фашистских концлагерях». В рамках этого проекта, идёт работа над созданием уникальной интерактивной документальной базы по участникам сопротивления в концлагерях, ведутся съёмки документального фильма о сопротивлении в концлагерях, который будет показан по одному из центральных российских телеканалов.